# Zofia Brajnin
Zofia Brajnin (ur. 2 stycznia 1861 w Białymstoku, zm. 5 stycznia 1937 w Monachium) – polska i niemiecka śpiewaczka operowa.

## Życiorys
Edukację muzyczną odbierała w Warszawie oraz u Mathilde Marchesi w Wiedniu. Debiutowała w Teatrze Wielkim w Warszawie jako Aida.
W 1885 odniosła wielki sukces, śpiewając w Normie Vincenzo Belliniego. Wyjechała do Paryża, by kształcić się dalej u Pauline Viardot.
W 1891 wyjechała do Wrocławia, gdzie poślubiła dyrygenta Hugo Röhra. Następnie występowała w Düsseldorfie. W 1894 nie przyjęła stałego angażu i przeprowadziła się do Mannheimu do męża.